# Ludwig Poppelbaum
Ludwig Poppelbaum (* 15. Juni 1866 in Rinteln; † 30. September 1940 in Hannover) war ein deutscher Kommunalpolitiker, Senator in Göttingen, Bürgermeister und Ehrenbürger der Stadt Wesel sowie Autor.

## Leben und Wirken

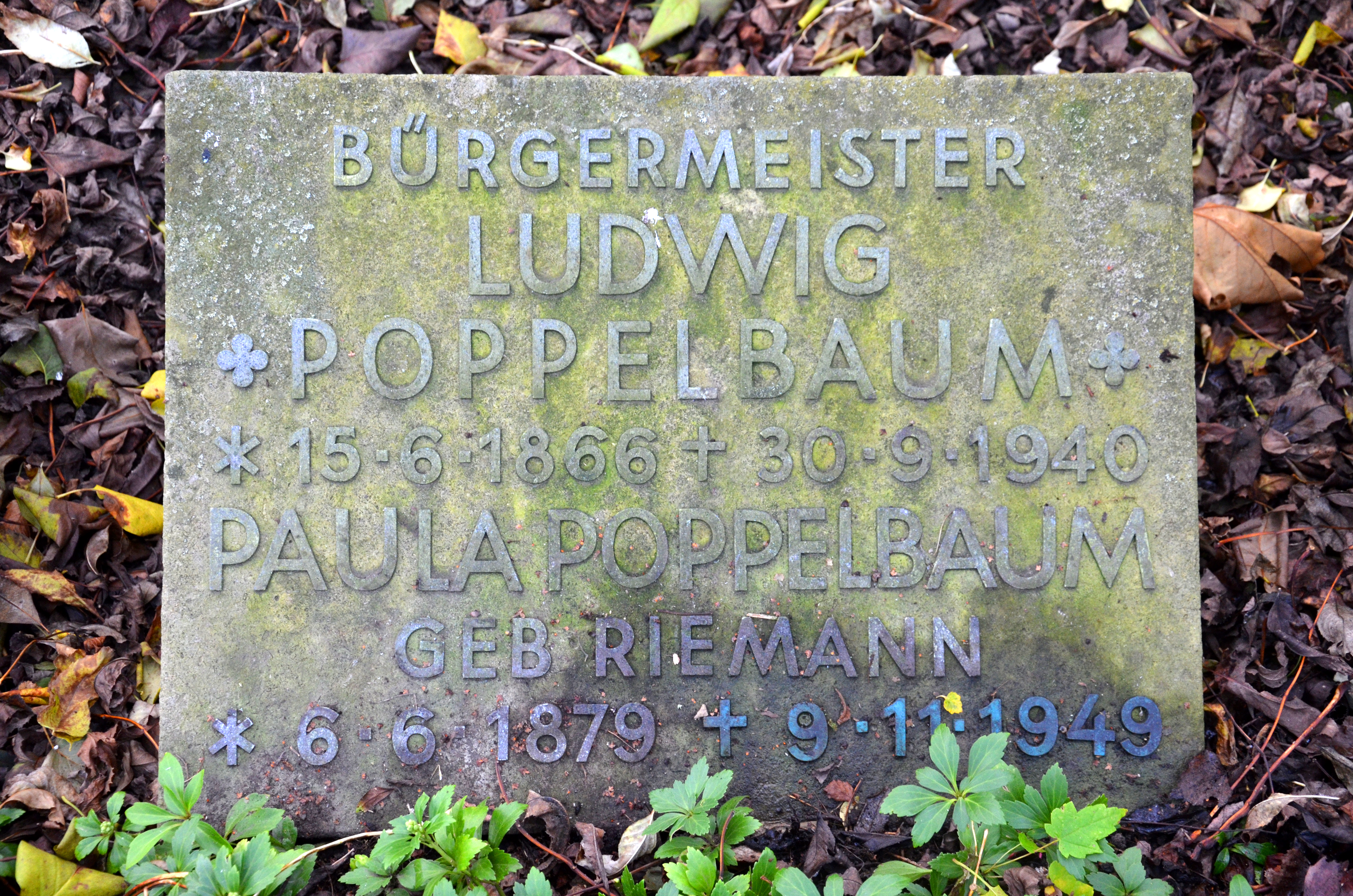
Grabplatte auf dem Lindener Bergfriedhof in Hannover für den Weseler Bürgermeister und Ehrenbürger Ludwig Poppelbaum nebst Paula, geborene Riemann

Ludwig Poppelbaum studierte an der Philipps-Universität Marburg. 1886 wurde er Mitglied des Corps Hasso-Nassovia. Von 1898 und bis 1903 war er als besoldeter Senator in der Stadt Göttingen tätig. In dieser Zeit verkehrte er häufig mit seinem Freund und Corpsbruder Werner Wedemeyer in den Räumlichkeiten des Corps Hildeso-Guestphalia Göttingen.
Anschließend wurde Poppelbaum 1903 zum Bürgermeister der Stadt Wesel gewählt und führte dieses Amt sowohl während des Ersten Weltkrieges und während der Weimarer Republik bis 1931. Doch gerade der Anfang der 1920er Jahre bedeuteten für Wesel und ihren Bürgermeister den Beginn schwerer Zeiten: Durch den Versailler Vertrag hatte die Stadt, die vor dem Krieg eine Garnison von bis zu 10000 Mann beherbergte und deren Bürger vielfach Hunger und Not litten, ihren wichtigsten Arbeitgeber verloren. Dies wohl war einer der Gründe, weshalb der auch in Wesel gegründete Arbeiter- und Soldatenrat mit dem Bürgermeister eher kooperierte als gegeneinander zu arbeiten.
Während Poppelbaum sich vordringlich um die Schaffung von Arbeitsplätzen bemühte, stärkten die Deutsche Hyperinflation, die Besatzung des Rheinlandes durch Belgien und Frankreich, der folgende Generalstreik, schließlich die Weltwirtschaftskrise die große strukturelle Arbeitslosigkeit. Poppelbaum versuchte dem entgegenzuwirken, indem er sich insbesondere um neue Industriezweige in Wesel bemühte.
„Nach langjährigem erfolgreichen Wirken zum Wohle Wesels ging [... Poppelbaum] mit Erreichen der Altersgrenze in Pension“. Noch im selben Jahr verlieh die Stadt ihm das Ehrenbürgerrecht. In der Zeit des Nationalsozialismus wurde Poppelbaum das Ehrenbürgerrecht aberkannt.
Poppelbaum wurde auf dem Lindener Bergfriedhof bestattet.

## Nachwirken
Durch Beschluss des Stadtrates der Stadt Wesel am 13. September 1983 wurde Poppelbaum das Ehrenbürgerrecht posthum wieder zuerkannt.
- Die Poppelbaumstraße in der Innenstadt Wesels ehrt den ehemaligen Bürgermeister der Stadt durch ihre Namensgebung.[1]

## Schriften
- Ludwig Poppelbaum: Trauerrede anläßlich der Bestattung Wedemeyers, in: Corpszeitung, Nr. 45, Corps Hasso-Nassovia, Marburg 1934, S. 71–78[3]

## Medienecho (Auswahl)
- Rudolf Haffner: Wesel nach dem Ersten Weltkrieg, in: Rheinische Post vom 7. Februar 2012; herunterladbar als PDF-Dokument auf der Seite kdg-wesel.de des Konrad-Duden-Gymnasiums Wesel; zuletzt abgerufen am 3. November 2014